# バーチャアスリート
『バーチャアスリート』（Virtua Athlete）はセガが2001年に発売されたアーケードゲーム。競技を題材にしたスポーツゲームである。開発はヒットメーカー。

## 概要
ゲーム開始時には10人のアスリートが選択でき、1人を選択する。6種類の種目があり、それをクリアすることで進んでいく。8方向1レバー3ボタンの操作を行い、これらを使い分けることでアスリートが多彩な動きをする。特に重要になるのは「走る」ボタンの連打と、「アクション」ボタンを押す(あるいは離す)タイミング。各競技の条件を満たせばステージクリアとなり、次の競技に参加できる。

## 家庭用
- ドリームキャスト版

2000年7月27日、『バーチャアスリート2K』として発売。選択可能な種目は7種類。最大4人までの対戦プレイも可能。国籍、得意種目、身に付けるアクセサリーまで、細かくプレイヤーキャラクターを作成できる「エディットモード」が搭載されている。開発はクライマックス。
- PlayStation 2版

2004年7月29日、セガエイジス2500シリーズVol.15として発売。『バーチャアスリート』の他に『デカスリート』『ウインターヒート』も収録されている。

## 競技
用意されている競技は、バラエティに富んだ全7種目。本作の基本ルールは、ひとりの選手が7種目の競技に挑み、その総合点を競う。
走り幅跳び
「走る」ボタンで助走をつけ、踏み切り板の近くで「アクション」ボタンを押してジャンプする。
100m走
「走る」ボタンを連打する。
砲丸投げ
「アクション」ボタンで角度と強さを調整して投げる。
110ハードル
「走る」ボタンを連打しつつ「アクション」ボタンをテンポよく押してハードルを越える。
走り高跳び
助走をつけた後、「アクション」ボタンを押しっぱなしで角度を調節しつつジャンプする。
1500m走
スタミナの制限がある中、方向キーで相手を避けながら「走る」ボタンを連打する。
槍投げ
ファールラインの近くまで助走してから「アクション」ボタンで槍を投げる。